# Luciano Calazans
Luciano Barbosa Calazans Pereira, mais conhecido como Luciano Calazans (Salvador, 15 de janeiro de 1974) é um contrabaixista, compositor, arranjador. Produtor musical e Maestro brasileiro.
Em 2000, gravou com Gilberto Gil, o CD EU,TU,ELES trilha sonora do filme homônimo. Em 2003 grava seu primeiro trabalho solo, o CD "Contrabaixo Astral". No mesmo ano, ganhou o prêmio de melhor arranjo com a música "Valsinha" de sua autoria, na segunda edição do Festival De Música da Rádio Educadora.

## Biografia

### Início da Carreira
Luciano Calazans começou sua carreira profissional aos 13 anos de idade, tocando em bares e bandas de baile em Salvador e pelo interior da Bahia. Aos 14, passou a estudar teoria musical de forma autodidata e, no ano seguinte, ingressou no curso preparatório de Composição Musical e Regência da Universidade Federal da Bahia. Em 1991, integrou a Banda Reflexu’s, com a qual realizou apresentações em diversas partes do Brasil.

## Carreira Musical

### Primeiros Passos
Em 1991, Calazans se juntou à Banda Reflexu's, com a qual realizou diversos shows pelo Brasil. Em 1992, foi convidado por Wesley Rangel para fazer parte do cast dos estúdios WR em Salvador. Como músico, arranjador e produtor, participou de mais de 500 gravações com artistas renomados como Gilberto Gil, Ivete Sangalo, Margareth Menezes, entre outros.
Em 1992, foi convidado por Wesley Rangel para integrar o cast dos estúdios WR, participando como músico, arranjador e produtor em mais de 500 gravações com artistas como Margareth Menezes, Gilberto Gil, Daniela Mercury, Zezé Di Camargo & Luciano, Xuxa, Luiz Melodia, Ivete Sangalo, entre muitos outros.

### Crescimento Profissional
Entre 1993 e 1999, fundou e integrou o grupo “Bonde Xadrez”, lançando dois álbuns. No mesmo período, passou a acompanhar Margareth Menezes em turnês internacionais, participando de festivais como o Montreux Jazz Festival, o Lollapalooza e o Festival de Verão de Tóquio. Em 1999, ingressou na Banda do Bem, acompanhando Ivete Sangalo.
Em 1993, ao lado de Carlinhos Brown, participou do Free Jazz Festival, dividindo o palco com artistas como Herbie Hancock, Pat Metheny e Tom Jobim. No mesmo ano, recebeu o Troféu Caymmi como melhor instrumentista.

### Trabalhos com grandes nomes
Em 1999, passou a integrar a banda da cantora Ivete Sangalo, com quem colaborou em diversos momentos da carreira. Em 2000, participou da gravação do álbum “As Canções de Eu, Tu, Eles”, trilha sonora do filme homônimo, ao lado de Gilberto Gil, substituindo o baixista Arthur Maia na turnê subsequente.

### Realizações Individuais
Em 2003, lançou seu primeiro trabalho solo, o álbum “Contrabaixo Astral”, considerado o primeiro álbum solo de um contrabaixista do Nordeste brasileiro. No ano seguinte, venceu o Festival de Música da Rádio Educadora com o melhor arranjo para a peça “Valsinha”, de sua autoria.

## Projetos Especiais e Contribuições

### Ufonia e Projeto TAMAR
Em 2009, criou o projeto “Ufonia”, um experimento musical que mescla ritmos brasileiros e jazz com foco na educação musical e na apresentação lúdica dos instrumentos. No mesmo ano, foi convidado a assumir a direção musical do Projeto TAMAR, usando a música como ferramenta de sensibilização ambiental. Nesse contexto, compôs e regeu obras como “Divina e a Estrela”, gravada por Flávio Venturini, e “Mundo Sem Fronteiras”, gravada por Tunai.

### Outras Iniciativas
Em 2010, fundou o "Coral do Mar", focando na educação musical de jovens. Em 2012, foi convidado pela Secretaria de Cultura do Estado da Bahia para trabalhar com a Orquestra Sinfônica da Bahia.

### Colaborações sinfônicas
Em 2012, foi convidado pela Secretaria de Cultura da Bahia para compor arranjos e dirigir o concerto sinfônico “Concerto ao Amado Amar”, em homenagem ao centenário de Jorge Amado, com participação de nomes como Saulo Fernandes, Moraes Moreira, Luiz Caldas, Margareth Menezes e outros.
Entre 2015 e 2016, dirigiu os concertos “Ivete Canta Gil e Caetano” e “Ivete Canta o Amor”, ambos em prol do Hospital Martagão Gesteira, com participação da Orquestra Juvenil do NEOJIBA e da Orquestra Sinfônica da Bahia.

### Orquestrações e projetos recentes
Idealizou a orquestra Soteropolifônica e o projeto “Tribass”, com três contrabaixistas como protagonistas no Carnaval de Salvador. Em 2017, escreveu arranjos para a St. Petersburg Studio Orchestra, na Rússia, incluindo a versão orquestral do clássico “Bella Ciao”. No mesmo ano, tornou-se padrinho da Orquestra Santo Antônio, projeto social sediado em Conceição do Coité, Bahia.
Em 2019, estreou a “Sinfonia Quelônica”, dedicada às cinco espécies de tartarugas marinhas protegidas pelo Projeto TAMAR, executada pela Orquestra Sinfônica de Sergipe. No mesmo evento, apresentou sua peça “Lamento Oceânico”, para contrabaixo e orquestra.
Durante a pandemia de COVID-19, participou ativamente da mobilização para salvar o Projeto TAMAR, compondo, arranjando e liderando campanhas de conscientização ambiental através da música.

### Álbuns e colaborações recentes
Em 2020, produziu o álbum “Ijexá – Canto de Encantar”, com composições de Lourival Vieira e Rodrigo Moraes, reunindo artistas como Margareth Menezes, Lazzo Matumbi, Armandinho, Josyara e Ricardo Chaves.
Em 2022, voltou a integrar a banda de Saulo Fernandes e lançou o álbum “Asa de Voar Longe”, em parceria com Saulo e Ronaldo Bastos, com composições próprias.
Em 2023, foi convidado pelo senador Jaques Wagner para compor os arranjos orquestrais da cerimônia do Bicentenário da Independência da Bahia no Senado Federal, executados pela Orquestra Sinfônica da Força Aérea Brasileira.

## Discografia
- 1995 - Bonde Xadrez
- 1998 - Bonde Xadrez -Um Canto Pra Subir
- 2005 - Contrabaixo Astral
- 2023 - Asa de Voar Longe